# Journal de voyage en Italie
Le Journal de voyage en Italie est un récit de voyage de Montaigne en 1580 et 1581, dont le manuscrit original a été retrouvé et publié par Meusnier de Querlon (1702-1780) en 1774 (avec le texte italien et avec sa traduction française) et en 1775 (accompagné du texte italien).

## Découpage de l’œuvre
L’œuvre originale est écrite en partie en français, en partie en italien.

### De Meaux à Munich (rédigé par le secrétaire de Montaigne)
Le passage de Montaigne dans l'est de la France a été jugé insignifiant par Meusnier de Querlon, premier éditeur du Journal de voyage. La part exacte de ce qui revient au secrétaire de Montaigne, ou de Montaigne lui-même qui l'aurait dicté, reste discutée, mais le secrétaire tiendra la plume jusqu'à Rome. Pour Pierre Michel, cette partie reste un document de valeur historique et un témoignage psychologique de qualité.
Montaigne quitte son château, le château de Montaigne, le 22 juin 1580, en compagnie de son frère cadet, de son beau-frère, de son secrétaire et de domestiques. Il participe au siège de la Fère, tenue par les Protestants, puis va à Beaumont sur Oise où d'autres gentilshommes le rejoignent.
Le 5 septembre, Montaigne et sa troupe font d'une seule traite, le trajet allant de Beaumont à Meaux. La topographie de Meaux est décrite ainsi que la boucle de la Marne et le canal Cornillon, abbayes et monastères environnants. 
Le 8 septembre, les voyageurs sont à Épernay, d'où ils repartent le 9 pour Châlons, puis Bar le Duc. Contrairement à Meaux, le Journal ne dit rien de la ville de Châlons et de ses monuments, et très peu de Bar le Duc. Dans le courant septembre, il est à Épinal et traverse à la fin du mois le sud de l'Alsace de Bussang à Bâle.
Le 29 septembre, il est à Mulhouse, désignée comme ville suisse du canton de Bâle. Le Journal contient une description détaillée de la ville et plusieurs entretiens de Montaigne avec des notables locaux. Ce passage de Montaigne est cité par tous les ouvrages traitant de l'histoire de Mulhouse.

### De Bains Della Villa à Montaigne (rédigé par Montaigne)
Cette partie est principalement rédigée en italien.

## Texte
- Michel de Montaigne, Journal de voyage de Michel de Montaigne en Italie, par la Suisse et l'Allemagne en 1580 et 1581 (Nouvelle édition avec des notes par le prof. Alexandre d'Ancona), Castello, impr.-éd. S. Lapi, 1889 (1re éd. 1774), sur gallica (lire en ligne), p. 558.

## Sources

### Lectures approfondies
- Sarah Bakewell (trad. de l'anglais par Pierre-Emmanuel Dauzat), Comment vivre ? Une vie de Montaigne en une question et vingt tentatives de réponses, Paris, Albin Michel, 2013, 488 p. (ISBN 978-2-226-24693-6), chap. 14 (« Comment vivre ? Voir le monde »).
- Arlette Jouanna, Montaigne, Paris, Gallimard, 2017, 459 p. (ISBN 978-2-07-014706-9), chap. VIII (« A la découverte de l'étranger »).